# Lijst van verhalen van Heer Bommel en Tom Poes

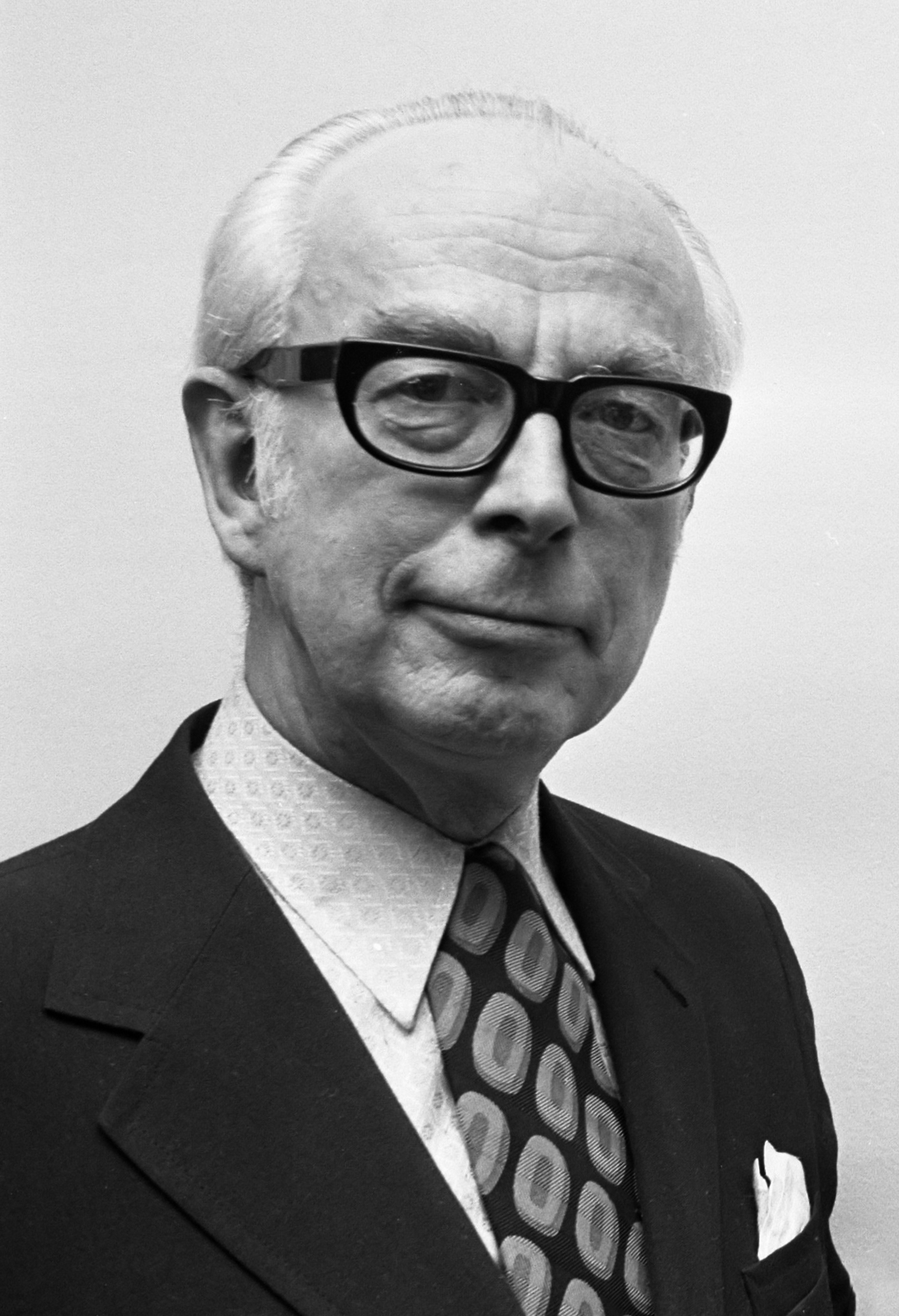
Marten Toonder (1972),
de schepper van de stripfiguren
Tom Poes en Heer Bommel

Deze lijst van verhalen van Heer Bommel en Tom Poes van Marten Toonder en van de Toonder Studio's toont gegevens over de dagbladpublicatie (tekststrips, de Bommelsaga en de verschillende (her)uitgaves) en van de ballonstrips.

## Bommelsaga, de tekststrips
De Bommelsaga is de naam voor de in totaal 177 tekst- of dagstrips, gepubliceerd in verschillende kranten, met de hoofdpersonages Heer Bommel en Tom Poes van de hand van Marten Toonder.

### Oorspronkelijke uitgaven van de Bommelsaga
| Tekststrips van de Bommelsaga - De oorspronkelijke uitgaven. | Tekststrips van de Bommelsaga - De oorspronkelijke uitgaven. | Tekststrips van de Bommelsaga - De oorspronkelijke uitgaven. | Tekststrips van de Bommelsaga - De oorspronkelijke uitgaven. | Tekststrips van de Bommelsaga - De oorspronkelijke uitgaven. | Tekststrips van de Bommelsaga - De oorspronkelijke uitgaven. | Tekststrips van de Bommelsaga - De oorspronkelijke uitgaven. |
| Verhaal                                                      | Verhaal                                                      | Debuut                                                       | Dagbladpublicatie                                            | Dagbladpublicatie                                            | Stripnummers                                                 | Stripnummers                                                 |
| Nr.                                                          | Titel                                                        | Debuut                                                       | begin                                                        | eind                                                         | begin                                                        | eind                                                         |
| ------------------------------------------------------------ | ------------------------------------------------------------ | ------------------------------------------------------------ | ------------------------------------------------------------ | ------------------------------------------------------------ | ------------------------------------------------------------ | ------------------------------------------------------------ |
| 1                                                            | Het geheim der blauwe aarde                                  | Tom Poes                                                     | 16 mrt. 1941                                                 | 18 apr. 1941                                                 | 1                                                            | 28                                                           |
| 2                                                            | De toverpijp                                                 | Het Donkere Bomen Bos                                        | 10 jun. 1941                                                 | 11 jul. 1941                                                 | 29                                                           | 56                                                           |
| 3                                                            | In de tovertuin                                              | Olivier B. Bommel, De Zwarte Bergen                          | 12 jul. 1941                                                 | 13 aug. 1941                                                 | 57                                                           | 84                                                           |
| 4                                                            | De geheimzinnige roverhoofdman                               | Bulle Bas, Brigadier Snuf, Rommeldam                         | 14 aug. 1941                                                 | 14 sep. 1941                                                 | 85                                                           | 112                                                          |
| 5                                                            | De drakenburcht                                              | De Oude Schicht, Bommelstein, Hocus P. Pas                   | 16 sep. 1941                                                 | 17 okt. 1941                                                 | 113                                                          | 140                                                          |
| 6                                                            | Het verdwijneiland                                           | Wal Rus, Albatros, Sickbock                                  | 18 okt. 1941                                                 | 19 nov. 1941                                                 | 141                                                          | 168                                                          |
| 7                                                            | De reuzenvogel                                               |                                                              | 20 nov. 1941                                                 | 21 dec. 1941                                                 | 169                                                          | 196                                                          |
| 8                                                            | De rare uitvinding                                           |                                                              | 23 dec. 1941                                                 | 27 jan. 1942                                                 | 197                                                          | 224                                                          |
| 9                                                            | Het eiland van Grim, Gram en Grom                            |                                                              | 16 feb. 1942                                                 | 10 mrt. 1042                                                 | 225                                                          | 252                                                          |
| 10                                                           | De zieke hertog                                              | Joost                                                        | 11 mrt. 1942                                                 | 15 apr. 1942                                                 | 253                                                          | 280                                                          |
| 11                                                           | Het monster-ei                                               | Wammes Waggel                                                | 16 apr. 1942                                                 | 19 mei 1942                                                  | 281                                                          | 308                                                          |
| 12                                                           | Kaspar de draak                                              |                                                              | 20 mei 1942                                                  | 20 jun. 1942                                                 | 309                                                          | 336                                                          |
| 13                                                           | De laatste markies van Carabas                               |                                                              | 22 jun. 1942                                                 | 26 sep. 1942                                                 | 337                                                          | 420                                                          |
| 14                                                           | Het land van de blikken mannen                               |                                                              | 28 sep. 1942                                                 | 11 dec. 1942                                                 | 421                                                          | 485                                                          |
| 15                                                           | De betoverde spiegel                                         |                                                              | 12 dec. 1942                                                 | 25 feb. 1943                                                 | 486                                                          | 545                                                          |
| 16                                                           | De bergmensen                                                |                                                              | 25 feb. 1943                                                 | 6 mei 1943                                                   | 546                                                          | 604                                                          |
| 17                                                           | Het geheim van het noorderlicht                              |                                                              | 7 mei 1943                                                   | 27 jul. 1943                                                 | 605                                                          | 672                                                          |
| 18                                                           | De Bommelschat                                               |                                                              | 28 jul. 1943                                                 | 21 sep. 1943                                                 | 673                                                          | 720                                                          |
| 19                                                           | De schat op de zeebodem                                      |                                                              | 22 sep. 1943                                                 | 6 dec. 1943                                                  | 721                                                          | 785                                                          |
| 20                                                           | Een oude bekende                                             |                                                              | 7 dec. 1943                                                  | 18 jan. 1944                                                 | 786                                                          | 820                                                          |
| 21                                                           | De Superfilm-onderneming                                     | Bul Super en Hiep Hieper                                     | 19 jan. 1944                                                 | 6 mei 1944                                                   | 821                                                          | 912                                                          |
| 22                                                           | De meester-schilder                                          | Terpen Tijn                                                  | 8 mei 1944                                                   | 14 aug. 1944                                                 | 913                                                          | 995                                                          |
| 23                                                           | De Chinese waaier                                            |                                                              | 15 aug. 1944                                                 | 20 nov. 1944                                                 | 996                                                          | 1079 1084                                                    |
| 24                                                           | De wonderdokter                                              |                                                              | 10 mrt. 1947                                                 | 25 apr. 1947                                                 | 1                                                            | 40                                                           |
| 25                                                           | De watergeest                                                | Dickerdack, Markies de Canteclaer                            | 26 apr. 1947                                                 | 20 jun. 1947                                                 | 41                                                           | 85                                                           |
| 26                                                           | De talisman                                                  | Joris Goedbloed                                              | 21 jun. 1947                                                 | 9 sep. 1947                                                  | 86                                                           | 153                                                          |
| 27                                                           | De nieuwe ijstijd                                            |                                                              | 10 sep. 1947                                                 | 29 nov. 1947                                                 | 154                                                          | 223                                                          |
| 28                                                           | Het monster van Loch Ness                                    | Argus, Prlwytzkofsky                                         | 11 dec. 1947                                                 | 23 jan. 1948                                                 | 224                                                          | 267                                                          |
| 29                                                           | De geheimzinnige sleutel                                     |                                                              | 24 jan. 1948                                                 | 20 mei 1948                                                  | 268                                                          | 365                                                          |
| 30                                                           | De grootgroeiers                                             |                                                              | 21 mei 1948                                                  | 12 jul. 1948                                                 | 366                                                          | 410                                                          |
| 31                                                           | De zeeslang                                                  |                                                              | 13 jul. 1948                                                 | 19 aug. 1948                                                 | 411                                                          | 443                                                          |
| 32                                                           | Heer Bommel stuit de vooruitgang                             |                                                              | 20 aug. 1948                                                 | 19 okt. 1948                                                 | 444                                                          | 494                                                          |
| 33                                                           | De pier-race                                                 |                                                              | 20 okt. 1948                                                 | 5 jan. 1949                                                  | 495                                                          | 559                                                          |
| 34                                                           | Het vibreerputje                                             |                                                              | 6 jan. 1949                                                  | 8 mrt. 1949                                                  | 560                                                          | 612                                                          |
| 35                                                           | Solfertje                                                    |                                                              | 9 mrt. 1949                                                  | 21 jun. 1949                                                 | 613                                                          | 699                                                          |
| 36                                                           | Horror, de ademloze                                          |                                                              | 22 jun. 1949                                                 | 13 sep. 1949                                                 | 700                                                          | 771                                                          |
| 37                                                           | De betoverde prinses                                         |                                                              | 14 sep. 1949                                                 | 30 dec. 1949                                                 | 772                                                          | 863                                                          |
| 38                                                           | Kwetal, de breinbaas                                         | Kwetal                                                       | 31 dec. 1949                                                 | 22 mrt. 1950                                                 | 864                                                          | 933                                                          |
| 39                                                           | Het lijm-teem                                                |                                                              | 23 mrt. 1950                                                 | 10 jun. 1950                                                 | 934                                                          | 999                                                          |
| 40                                                           | De volvetters                                                | De Kleine Club                                               | 13 jun. 1950                                                 | 23 sep. 1950                                                 | 1001                                                         | 1089                                                         |
| 41                                                           | Het wegwerk                                                  |                                                              | 25 sep. 1950                                                 | 28 dec. 1950                                                 | 1090                                                         | 1169                                                         |
| 42                                                           | Eh... dinges                                                 |                                                              | 29 sep. 1950                                                 | 15 mrt. 1951                                                 | 1170                                                         | 1234                                                         |
| 43                                                           | De Partij van de Blijheid                                    | Dorknoper                                                    | 16 mrt. 1951                                                 | 29 mei 1951                                                  | 1235                                                         | 1295                                                         |
| 44                                                           | Mom Bakkesz                                                  |                                                              | 30 mei 1951                                                  | 27 aug. 1951                                                 | 1296                                                         | 1372                                                         |
| 45                                                           | De kneep van Knipmenis                                       |                                                              | 28 aug. 1951                                                 | 25 okt. 1951                                                 | 1373                                                         | 1423                                                         |
| 46                                                           | De geheimzinnige gaper                                       |                                                              | 26 okt. 1951                                                 | 17 jan. 1952                                                 | 1424                                                         | 1492                                                         |
| 47                                                           | De partenspeler                                              | Okke Zielknijper                                             | 18 jan. 1952                                                 | 12 apr. 1952                                                 | 1493                                                         | 1565                                                         |
| 48                                                           | Het wroeg-wezen                                              |                                                              | 15 apr. 1952                                                 | 5 jun. 1952                                                  | 1566                                                         | 1609                                                         |
| 49                                                           | De Schoonschijners                                           |                                                              | 6 jun. 1952                                                  | 16 aug. 1952                                                 | 1610                                                         | 1671                                                         |
| 50                                                           | De gebroeders Weeromstuit                                    |                                                              | 18 aug. 1952                                                 | 23 okt. 1952                                                 | 1672                                                         | 1729                                                         |
| 51                                                           | Vriend Vijand                                                |                                                              | 24 okt. 1952                                                 | 13 jan. 1953                                                 | 1730                                                         | 1796                                                         |
| 52                                                           | De wenswerkster                                              |                                                              | 14 jan. 1953                                                 | 16 apr. 1953                                                 | 1797                                                         | 1875                                                         |
| 53                                                           | Het iksel                                                    | Grootgrut                                                    | 17 apr. 1953                                                 | 30 mei 1953                                                  | 1876                                                         | 1911                                                         |
| 54                                                           | Het kunsthars-hart                                           |                                                              | 1 jun. 1953                                                  | 25 jul. 1953                                                 | 1912                                                         | 1959                                                         |
| 55                                                           | De Bommelkuur                                                |                                                              | 27 jul. 1953                                                 | 29 aug. 1953                                                 | 1960                                                         | 1989                                                         |
| 56                                                           | De klokker                                                   |                                                              | 31 aug. 1953                                                 | 5 nov. 1953                                                  | 1990                                                         | 2047                                                         |
| 57                                                           | De pruikenmaker                                              |                                                              | 6 nov. 1953                                                  | 30 dec. 1953                                                 | 2048                                                         | 2092                                                         |
| 58                                                           | De spiegelaar                                                |                                                              | 31 dec. 1953                                                 | 30 dec. 1953                                                 | 2093                                                         | 2144                                                         |
| 59                                                           | Het vereeuwen                                                |                                                              | 12 mrt. 1954                                                 | 1 jun. 1954                                                  | 2145                                                         | 2212                                                         |
| 60                                                           | De a-prillers                                                |                                                              | 2 jun. 1954                                                  | 3 aug. 1954                                                  | 2213                                                         | 2265                                                         |
| 61                                                           | De waarzegger                                                |                                                              | 4 aug. 1954                                                  | 5 okt. 1954                                                  | 2266                                                         | 2319                                                         |
| 62                                                           | De doffe Doffer                                              |                                                              | 6 okt. 1954                                                  | 9 dec. 1954                                                  | 2320                                                         | 2375                                                         |
| 63                                                           | De knollengaard                                              |                                                              | 10 dec. 1954                                                 | 8 feb. 1955                                                  | 2376                                                         | 2425                                                         |
| 64                                                           | Het slaagsysteem                                             | Simon O. Slagslager                                          | 9 feb. 1955                                                  | 30 apr. 1955                                                 | 2426                                                         | 2494                                                         |
| 65                                                           | De daadsteller                                               |                                                              | 2 mei 1955                                                   | 11 jul. 1955                                                 | 2496                                                         | 2553                                                         |
| 66                                                           | De kniphoed                                                  |                                                              | 12 jul. 1955                                                 | 24 sep. 1955                                                 | 2554                                                         | 2618                                                         |
| 67                                                           | De klonters                                                  |                                                              | 26 sep. 1955                                                 | 10 dec. 1955                                                 | 2619                                                         | 2684                                                         |
| 68                                                           | De muzenis                                                   |                                                              | 12 dec. 1955                                                 | 25 feb. 1956                                                 | 2685                                                         | 2749                                                         |
| 69                                                           | De Atlantiër                                                 |                                                              | 27 feb. 1956                                                 | 18 mei 1956                                                  | 2750                                                         | 2818                                                         |
| 70                                                           | De giegelgak                                                 |                                                              | 19 mei 1956                                                  | 18 jul. 1956                                                 | 2819                                                         | 2869                                                         |
| 71                                                           | De wraakgier                                                 |                                                              | 19 jul. 1956                                                 | 2 nov. 1956                                                  | 2870                                                         | 2961                                                         |
| 72                                                           | Het mengeldier                                               |                                                              | 3 nov. 1956                                                  | 31 dec. 1956                                                 | 2962                                                         | 3009                                                         |
| 73                                                           | De split-erwt                                                |                                                              | 2 jan. 1957                                                  | 16 feb. 1957                                                 | 3010                                                         | 3049                                                         |
| 74                                                           | De achtgever                                                 |                                                              | 18 feb. 1957                                                 | 8 mei 1957                                                   | 3050                                                         | 3117                                                         |
| 75                                                           | De Zwarte Zwadderneel                                        | Zwarte Zwadderneel                                           | 9 mei 1957                                                   | 10 jul. 1957                                                 | 3118                                                         | 3169                                                         |
| 76                                                           | Het stenenbeenprobleem                                       |                                                              | 10 aug. 1957                                                 | 7 okt. 1957                                                  | 3170                                                         | 3219                                                         |
| 77                                                           | De zwelbast                                                  |                                                              | 8 okt. 1957                                                  | 14 dec. 1957                                                 | 3220                                                         | 3278                                                         |
| 78                                                           | Het overdoen                                                 |                                                              | 16 dec. 1957                                                 | 21 feb. 1958                                                 | 3279                                                         | 3334                                                         |
| 79                                                           | De argwaners                                                 | Zedekia Zwederkoorn                                          | 22 feb. 1958                                                 | 6 mei 1958                                                   | 3335                                                         | 3396                                                         |
| 80                                                           | De kwanten                                                   |                                                              | 7 mei 1958                                                   | 8 jul. 1958                                                  | 3397                                                         | 3448                                                         |
| 81                                                           | De beunhaas                                                  |                                                              | 9 jul. 1958                                                  | 9 sep. 1958                                                  | 3449                                                         | 3502                                                         |
| 82                                                           | De kiekvogel                                                 | Anne Marie Doddel                                            | 10 sep. 1958                                                 | 30 dec. 1958                                                 | 3503                                                         | 3596                                                         |
| 83                                                           | De dankputters                                               |                                                              | 31 dec. 1958                                                 | 22 apr. 1959                                                 | 3597                                                         | 3691                                                         |
| 84                                                           | De feunix                                                    |                                                              | 23 apr. 1959                                                 | 7 jul. 1959                                                  | 3692                                                         | 3754                                                         |
| 85                                                           | De windhandel                                                |                                                              | 22 jul. 1959                                                 | 19 okt. 1959                                                 | 3755                                                         | 3831                                                         |
| 86                                                           | De nozellarven                                               |                                                              | 20 okt. 1959                                                 | 30 dec. 1959                                                 | 3832                                                         | 3891                                                         |
| 87                                                           | De dropslaven                                                | De Gebraden Haan                                             | 31 dec. 1959                                                 | 12 feb. 1960                                                 | 3892                                                         | 3928                                                         |
| 88                                                           | De herenopstand                                              |                                                              | 13 feb. 1960                                                 | 14 apr. 1960                                                 | 3929                                                         | 3981                                                         |
| 89                                                           | De Hachelbouten                                              |                                                              | 16 apr. 1960                                                 | 4 jul. 1960                                                  | 3982                                                         | 4046                                                         |
| 90                                                           | De Bommellegende                                             |                                                              | 5 jul. 1960                                                  | 3 okt. 1960                                                  | 4047                                                         | 4112                                                         |
| 91                                                           | De toornviolen                                               | Pee Pastinakel                                               | 4 okt. 1960                                                  | 7 dec. 1960                                                  | 4113                                                         | 4168                                                         |
| 92                                                           | Het Lemland                                                  |                                                              | 8 dec. 1960                                                  | 8 feb. 1961                                                  | 4169                                                         | 4221                                                         |
| 93                                                           | De gezichtenhandel                                           |                                                              | 9 feb. 1961                                                  | 22 apr. 1961                                                 | 4222                                                         | 4283                                                         |
| 94                                                           | Het ontstoffen                                               |                                                              | 24 apr. 1961                                                 | 14 jul. 1961                                                 | 4284                                                         | 4352                                                         |
| 95                                                           | De wezelkennis                                               |                                                              | 31 jul. 1961                                                 | 17 okt. 1961                                                 | 4353                                                         | 4420                                                         |
| 96                                                           | Het boze oog                                                 |                                                              | 18 okt. 1961                                                 | 19 dec. 1961                                                 | 4421                                                         | 4474                                                         |
| 97                                                           | De niks                                                      |                                                              | 20 dec. 1961                                                 | 12 mrt. 1962                                                 | 4475                                                         | 4542                                                         |
| 98                                                           | De Pikkinring                                                |                                                              | 13 mrt. 1962                                                 | 28 mei 1962                                                  | 4543                                                         | 4607                                                         |
| 99                                                           | Het huilen van Urgje                                         | Alexander Pieps                                              | 29 mei 1962                                                  | 20 aug. 1962                                                 | 4608                                                         | 4677                                                         |
| 100                                                          | De tijwisselaar                                              |                                                              | 21 aug. 1962                                                 | 30 okt. 1962                                                 | 4678                                                         | 4738                                                         |
| 101                                                          | De grauwe razer                                              |                                                              | 31 okt. 1962                                                 | 4 feb. 1963                                                  | 4739                                                         | 4818                                                         |
| 102                                                          | Het kukel                                                    |                                                              | 5 feb. 1963                                                  | 27 apr. 1963                                                 | 4819                                                         | 4888                                                         |
| 103                                                          | De wilde wagen                                               |                                                              | 25 mei 1963                                                  | 10 aug. 1963                                                 | 4889                                                         | 4954                                                         |
| 104                                                          | De bovenbazen                                                | Amos W. Steinhacker, Steenbreek                              | 12 aug. 1963                                                 | 7 dec. 1963                                                  | 4955                                                         | 5055                                                         |
| 105                                                          | De grootdoener                                               | Pastuiven Verkwil                                            | 9 dec. 1963                                                  | 19 mrt. 1964                                                 | 5056                                                         | 5140                                                         |
| 106                                                          | De liefdadiger                                               | Lieven Brekel                                                | 20 mrt. 1964                                                 | 13 jul. 1964                                                 | 5141                                                         | 5236                                                         |
| 107                                                          | Het monster Trotteldrom                                      |                                                              | 4 aug. 1964                                                  | 16 okt. 1964                                                 | 5237                                                         | 5300                                                         |
| 108                                                          | De killers                                                   |                                                              | 11 okt. 1964                                                 | 11 jan. 1965                                                 | 5300A                                                        | 5370                                                         |
| 109                                                          | De vuur-salamander                                           |                                                              | 8 feb. 1965                                                  | 13 apr. 1965                                                 | 5371                                                         | 5426                                                         |
| 110                                                          | De Labberdaan                                                |                                                              | 14 apr. 1965                                                 | 7 jul. 1965                                                  | 5427                                                         | 5495                                                         |
| 111                                                          | De pasmunt                                                   |                                                              | 8 jul. 1965                                                  | 20 sep. 1965                                                 | 5496                                                         | 5559                                                         |
| 112                                                          | De wisselschat                                               | Monkel Oor                                                   | 21 sep. 1965                                                 | 11 dec. 1965                                                 | 5560                                                         | 5630                                                         |
| 113                                                          | De grote Barribal                                            |                                                              | 13 dec. 1965                                                 | 19 feb. 1966                                                 | 5631                                                         | 5688                                                         |
| 114                                                          | Het nieuwe denken                                            |                                                              | 17 mrt. 1966                                                 | 13 mei 1966                                                  | 5689                                                         | 5746                                                         |
| 115                                                          | Bombom de Geweldige                                          |                                                              | 14 mei 1966                                                  | 22 aug. 1966                                                 | 5747                                                         | 5830                                                         |
| 116                                                          | De trullenhoedster                                           | O. Fanth Mzn                                                 | 6 sep. 1966                                                  | 5 dec. 1966                                                  | 5831                                                         | 5908                                                         |
| 117                                                          | Het booroog                                                  |                                                              | 6 dec. 1966                                                  | 15 feb. 1967                                                 | 5909                                                         | 5969                                                         |
| 118                                                          | De maanblaffers                                              |                                                              | 16 feb. 1967                                                 | 3 mei 1967                                                   | 5970                                                         | 6032                                                         |
| 119                                                          | De sloven                                                    |                                                              | 5 mei 1967                                                   | 20 jul. 1967                                                 | 6033                                                         | 6098                                                         |
| 120                                                          | De heldendaden                                               |                                                              | 18 aug. 1967                                                 | 6 nov. 1967                                                  | 6099                                                         | 6167                                                         |
| 121                                                          | De kwade inblazingen                                         | Oloroon                                                      | 7 nov. 1967                                                  | 23 jan. 1968                                                 | 6168                                                         | 6231                                                         |
| 122                                                          | De hupbloemerij                                              |                                                              | 24 jan. 1968                                                 | 8 apr. 1968                                                  | 6232                                                         | 6296                                                         |
| 123                                                          | De bevrijding van Sollidee                                   |                                                              | 9 apr. 1968                                                  | 6 jul. 1968                                                  | 6297                                                         | 6370                                                         |
| 124                                                          | De Viridiaan-dinges                                          |                                                              | 8 jul. 1968                                                  | 11 sep. 1968                                                 | 6371                                                         | 6427                                                         |
| 125                                                          | De tuttelwurm                                                |                                                              | 12 sep. 1968                                                 | 12 nov. 1968                                                 | 6428                                                         | 6480                                                         |
| 126                                                          | De verdwenen heer                                            |                                                              | 13 nov. 1968                                                 | 27 mrt. 1969                                                 | 6480A                                                        | 6577                                                         |
| 127                                                          | De astromanen                                                |                                                              | 28 mrt. 1969                                                 | 4 jul. 1969                                                  | 6578                                                         | 6659                                                         |
| 128                                                          | Het platmaken                                                |                                                              | 5 jul. 1969                                                  | 4 okt. 1969                                                  | 6660                                                         | 6738                                                         |
| 129                                                          | De onbetaalbare reis                                         |                                                              | 6 okt. 1969                                                  | 8 jan. 1970                                                  | 6738A                                                        | 6792                                                         |
| 130                                                          | De mob-beweging                                              |                                                              | 9 jan. 1970                                                  | 26 mrt. 1970                                                 | 6793                                                         | 6858                                                         |
| 131                                                          | De blijdschapper                                             |                                                              | 28 mrt. 1970                                                 | 7 jul. 1970                                                  | 6859                                                         | 6942                                                         |
| 132                                                          | De slijtmijt                                                 |                                                              | 3 aug. 1970                                                  | 30 okt. 1970                                                 | 6943                                                         | 7018                                                         |
| 133                                                          | De erfpachter                                                |                                                              | 31 okt. 1970                                                 | 16 jan. 1971                                                 | 7019                                                         | 7082                                                         |
| 134                                                          | De waarde-ring                                               |                                                              | 18 jan. 1971                                                 | 2 apr. 1971                                                  | 7083                                                         | 7147                                                         |
| 135                                                          | De pijpleider                                                |                                                              | 3 apr. 1971                                                  | 10 jul. 1971                                                 | 7148                                                         | 7228                                                         |
| 136                                                          | De Kon Gruwer                                                |                                                              | 9 aug. 1971                                                  | 2 nov. 1971                                                  | 7229                                                         | 7302                                                         |
| 137                                                          | De ombrenger                                                 |                                                              | 3 nov. 1971                                                  | 3 feb. 1972                                                  | 7303                                                         | 7380                                                         |
| 138                                                          | De kwinkslagen                                               |                                                              | 4 feb. 1972                                                  | 15 apr. 1972                                                 | 7381                                                         | 7441                                                         |
| 139                                                          | De loodhervormer                                             |                                                              | 17 apr. 1972                                                 | 27 jun. 1972                                                 | 7442                                                         | 7500                                                         |
| 140                                                          | Het verdwijnpunt                                             | Verdwijnpunter                                               | 8 sep. 1972                                                  | 24 nov. 1972                                                 | 7501                                                         | 7567                                                         |
| 141                                                          | Het losgetrilde inzicht                                      |                                                              | 25 nov. 1972                                                 | 13 feb. 1973                                                 | 7568                                                         | 7633                                                         |
| 142                                                          | De Krookfilm                                                 |                                                              | 14 feb. 1973                                                 | 16 mei 1973                                                  | 7634                                                         | 7711                                                         |
| 143                                                          | De transmieter                                               |                                                              | 17 mei 1973                                                  | 27 jul. 1973                                                 | 7712                                                         | 7771                                                         |
| 144                                                          | De vrezelijke krakken                                        |                                                              | 25 aug. 1973                                                 | 23 nov. 1973                                                 | 7772                                                         | 7849                                                         |
| 145                                                          | De pronen                                                    |                                                              | 24 nov. 1973                                                 | 11 mrt. 1974                                                 | 7850                                                         | 7938                                                         |
| 146                                                          | De doorluchtigheid                                           |                                                              | 12 mrt. 1974                                                 | 24 jul. 1974                                                 | 7939                                                         | 8051                                                         |
| 147                                                          | De Hopsa's                                                   |                                                              | 22 aug. 1974                                                 | 20 nov. 1974                                                 | 8052                                                         | 8129                                                         |
| 148                                                          | Het spook van Bommelstein                                    |                                                              | 21 nov. 1974                                                 | 1 feb. 1975                                                  | 8130                                                         | 8189                                                         |
| 149                                                          | De kaligaar                                                  |                                                              | 3 feb. 1975                                                  | 14 apr. 1975                                                 | 8190                                                         | 8249                                                         |
| 150                                                          | De opvoedering                                               |                                                              | 15 apr. 1975                                                 | 7 jun. 1975                                                  | 8250                                                         | 8294                                                         |
| 151                                                          | De wind der verandering                                      |                                                              | 9 jun. 1975                                                  | 29 sep. 1975                                                 | 8295                                                         | 8366                                                         |
| 152                                                          | De weetmuts                                                  |                                                              | 30 sep. 1975                                                 | 8 jan. 1976                                                  | 8367                                                         | 8450                                                         |
| 153                                                          | Het griffoen-ei                                              |                                                              | 9 jan. 1976                                                  | 6 mrt. 1976                                                  | 8451                                                         | 8500                                                         |
| 154                                                          | Het vergeetboekje                                            |                                                              | 8 mrt. 1976                                                  | 25 jun. 1976                                                 | 8501                                                         | 8592                                                         |
| 155                                                          | De zonnige kijk                                              |                                                              | 26 jun. 1976                                                 | 25 okt. 1976                                                 | 8593                                                         | 8672                                                         |
| 156                                                          | De grijze kunsten                                            |                                                              | 2 nov. 1976                                                  | 5 jan. 1977                                                  | 8673                                                         | 8726                                                         |
| 157                                                          | De Grote Onthaler                                            |                                                              | 6 jan. 1977                                                  | 21 mei 1977                                                  | 8727                                                         | 8841                                                         |
| 158                                                          | De gekikkerde vorst                                          |                                                              | 23 mei 1977                                                  | 14 sep. 1977                                                 | 8842                                                         | 8915, 10000                                                  |
| 159                                                          | De denktank                                                  |                                                              | 3 okt. 1977                                                  | 30 jan. 1978                                                 | 01                                                           | 0102                                                         |
| 160                                                          | De uitvalsels                                                | Het Kleine Volkje                                            | 6 feb. 1978                                                  | 10 jun. 1978                                                 | 0103                                                         | 0207                                                         |
| 161                                                          | De geweldige wiswassen                                       |                                                              | 13 jul. 1978                                                 | 15 nov. 1978                                                 | 0208                                                         | 0315                                                         |
| 162                                                          | De toekomer                                                  |                                                              | 16 nov. 1978                                                 | 28 mrt. 1979                                                 | 0316                                                         | 0414                                                         |
| 163                                                          | De andere wereld                                             | Lut Lierelij                                                 | 17 apr. 1979                                                 | 11 jul. 1979                                                 | 0415                                                         | 0486                                                         |
| 164                                                          | De Unistand                                                  |                                                              | 6 aug. 1979                                                  | 21 nov. 1979                                                 | 0487                                                         | 0580                                                         |
| 165                                                          | De wadem                                                     |                                                              | 22 nov. 1979                                                 | 11 apr. 1980                                                 | 0581                                                         | 0677                                                         |
| 166                                                          | De minionen                                                  |                                                              | 12 mei 1980                                                  | 15 aug. 1980                                                 | 0678                                                         | 0758                                                         |
| 167                                                          | Het spijtlijden                                              |                                                              | 22 sep. 1980                                                 | 7 jan. 1981                                                  | 0759                                                         | 0848                                                         |
| 168                                                          | Het volledig maken                                           |                                                              | 3 apr. 1981                                                  | 3 aug. 1981                                                  | 0849                                                         | 0950                                                         |
| 169                                                          | De aamnaak                                                   |                                                              | 4 aug. 1981                                                  | 5 jan. 1982                                                  | 0951                                                         | 01052                                                        |
| 170                                                          | Het ontsollen                                                |                                                              | 24 mrt. 1982                                                 | 10 jul. 1982                                                 | 01053                                                        | 01143                                                        |
| 171                                                          | De antiloog                                                  |                                                              | 12 jul. 1982                                                 | 9 dec. 1982                                                  | 01144                                                        | 01238                                                        |
| 172                                                          | De spalt                                                     |                                                              | 17 jan. 1983                                                 | 7 mei 1983                                                   | 01239                                                        | 01333                                                        |
| 173                                                          | Een Bommelding                                               |                                                              | 9 mei 1983                                                   | 17 sep. 1983                                                 | 01334                                                        | 01410                                                        |
| 174                                                          | De zelfkant                                                  |                                                              | 15 dec. 1983                                                 | 4 apr. 1984                                                  | 01411                                                        | 01513                                                        |
| 175                                                          | De vergelder                                                 |                                                              | 26 jun. 1984                                                 | 25 sep. 1984                                                 | 01513A                                                       | 01591                                                        |
| 176                                                          | Het Bommel-verschiet                                         |                                                              | 18 dec. 1984                                                 | 27 mrt. 1985                                                 | 01593                                                        | 01676                                                        |
| 177                                                          | Het einde van eindeloos                                      |                                                              | 3 okt. 1985                                                  | 20 jan. 1986                                                 | 01677                                                        | 01768                                                        |

### Heruitgaven van verhalen van de Bommelsaga
| Nr. | Titel                             | Diverse publicaties                                                                         | Volledige werken Panda (1991-2002) | Paperbackreeks De Bezige Bij (1967-1998)     | Het beste van Marten Toonder Het beste van Bommel De Bezige Bij (1994-2006)                          | Blauwe oblongreeks De Bezige Bij (2008-2018) |
| Nr. | Titel                             | Diverse publicaties                                                                         | Volledige werken Panda (1991-2002) | Rode oblongreeks De Bezige Bij (2006-2008)   | Het beste van Marten Toonder Het beste van Bommel De Bezige Bij (1994-2006)                          | Blauwe oblongreeks De Bezige Bij (2008-2018) |
| --- | --------------------------------- | ------------------------------------------------------------------------------------------- | ---------------------------------- | -------------------------------------------- | --- | -------------------------------------------- |
| 1   | Het geheim der blauwe aarde       | De Courant/Nieuws van de Dag uitgaven (1941)                                                | Band 1 (2002)                      |                                              | | De avonturen van Tom Poes (2014)             |
| 2   | De toverpijp                      |                                                                                             | Band 1 (2002)                      |                                              | | De avonturen van Tom Poes (2014)             |
| 3   | In de tovertuin                   | De Courant/Nieuws van de Dag uitgaven (1942) Beste vrienden - Bezige Bij HC (2021)          | Band 1 (2002)                      |                                              | | De avonturen van Tom Poes (2014)             |
| 4   | De geheimzinnige roverhoofdman    |                                                                                             | Band 1 (2002)                      |                                              | | De avonturen van Tom Poes (2014)             |
| 5   | De drakenburcht                   | Beste vrienden - Bezige Bij HC (2021)                                                       | Band 1 (2002)                      |                                              | | De avonturen van Tom Poes (2014)             |
| 6   | Het verdwijneiland                |                                                                                             | Band 1 (2002)                      | Avonturen van Tom Poes 10 (2008)             | | Meer avonturen van Tom Poes (2015)           |
| 7   | De reuzenvogel                    | De Muinck uitgaven - 1e reeks 1 (1946)                                                      | Band 1 (2002)                      |                                              | | Meer avonturen van Tom Poes (2015)           |
| 8   | De rare uitvinding                | De Muinck uitgaven - 1e reeks 2 (1946)                                                      | Band 1 (2002)                      |                                              | | Meer avonturen van Tom Poes (2015)           |
| 9   | Het eiland van Grim, Gram en Grom | De Muinck uitgaven - 1e reeks 3 (1947)                                                      | Band 1 (2002)                      |                                              | | Meer avonturen van Tom Poes (2015)           |
| 10  | De zieke hertog                   | De Muinck uitgaven - 1e reeks 4 (1947)                                                      | Band 1 (2002)                      |                                              | | Tom Poes verzint een list (2013)             |
| 11  | Het monster-ei                    | De Muinck uitgaven - 1e reeks 5 (1948)                                                      | Band 2 (2000)                      |                                              | | Tom Poes verzint een list (2013)             |
| 12  | Kaspar de draak                   | De Muinck uitgaven - 1e reeks 6 (1948)                                                      | Band 2 (2000)                      |                                              | | Tom Poes verzint een list (2013)             |
| 13  | De laatste markies van Carabas    | Uitgeverij D.A.V.I.D. Serie 8 (1947)                                                        | Band 2 (2000)                      | Avonturen van Tom Poes 1 (2006)              | | Tom Poes verzint een list (2013)             |
| 14  | Het land van de blikken mannen    | De Courant/Nieuws van de Dag/Telegraaf uitgaven (1944) Uitgeverij D.A.V.I.D. Serie 1 (1945) | Band 2 (2000)                      | Avonturen van Tom Poes 1 (2006)              | | Nog meer listen van Tom Poes (2015)          |
| 15  | De betoverde spiegel              | Uitgeverij D.A.V.I.D. Serie 4 (1946)                                                        | Band 2 (2000)                      | Avonturen van Tom Poes 1 (2006)              | | Nog meer listen van Tom Poes (2015)          |
| 16  | De bergmensen                     | Uitgeverij D.A.V.I.D. Serie 7 (1947)                                                        | Band 3 (1999)                      | Avonturen van Tom Poes 2 (2006)              | | Nog meer listen van Tom Poes (2015)          |
| 17  | Het geheim van het noorderlicht   | Uitgeverij D.A.V.I.D. Serie 9 (1947)                                                        | Band 3 (1999)                      | Avonturen van Tom Poes 2 (2006)              | | Tom Poes blijft bezig (2016)                 |
| 18  | De Bommelschat                    | Uitgeverij D.A.V.I.D. Serie 5 (1946)                                                        | Band 3 (1999)                      |                                              | | Tom Poes blijft bezig (2016)                 |
| 19  | De schat op de zeebodem           | Uitgeverij D.A.V.I.D. Serie 6 (1946)                                                        | Band 3 (1999)                      |                                              | | Tom Poes blijft bezig (2016)                 |
| 20  | Een oude bekende                  |                                                                                             | Band 4 (1999)                      | Avonturen van Tom Poes 3 (2006)              | | Hoe loopt dit af? (2014)                     |
| 21  | De Superfilm-onderneming          | Uitgeverij D.A.V.I.D. Serie 3 (1946)                                                        | Band 4 (1999)                      | Avonturen van Tom Poes 3 (2006)              | | Hoe loopt dit af? (2014)                     |
| 22  | De meester-schilder               | De Courant/Nieuws van de Dag/Telegraaf uitgaven (1944) Uitgeverij D.A.V.I.D. Serie 2 (1945) | Band 4 (1999)                      | Avonturen van Tom Poes 4 (2006)              | | Hoe loopt dit af? (2014)                     |
| 23  | De Chinese waaier                 | Uitgeverij D.A.V.I.D. Serie 10 (1948)                                                       | Band 4 (1999)                      | Avonturen van Tom Poes 4 (2006)              | | Heer Bommel laat zich gelden (2016)          |
| 24  | De wonderdokter                   |                                                                                             | Band 5 (1998)                      | Avonturen van Tom Poes 4 (2006)              | | Heer Bommel laat zich gelden (2016)          |
| 25  | De watergeest                     |                                                                                             | Band 5 (1998)                      | Avonturen van Tom Poes 3 (2006)              | | Heer Bommel laat zich gelden (2016)          |
| 26  | De talisman                       | De Muinck uitgaven - 2e reeks 1 (1949)                                                      | Band 5 (1998)                      | Avonturen van Tom Poes 2 (2006)              | | Heer Bommel laat zich gelden (2016)          |
| 27  | De nieuwe ijstijd                 | De Muinck uitgaven - 2e reeks 2 (1949)                                                      | Band 5 (1998)                      | Avonturen van Tom Poes 9 (2008)              | | Een struise gestalte (2017)                  |
| 28  | Het monster van Loch Ness         |                                                                                             | Band 5 (1998)                      | Avonturen van Tom Poes 5 (2007)              | | Een struise gestalte (2017)                  |
| 29  | De geheimzinnige sleutel          |                                                                                             | Band 6 (1998)                      | Avonturen van Tom Poes 5 (2007)              | | Een struise gestalte (2017)                  |
| 30  | De grootgroeiers                  |                                                                                             | Band 6 (1998)                      | Avonturen van Tom Poes 5 (2007)              | | Op heterdaad betrapt (2016)                  |
| 31  | De zeeslang                       |                                                                                             | Band 6 (1998)                      | Avonturen van Tom Poes 9 (2008)              | | Op heterdaad betrapt (2016)                  |
| 32  | Heer Bommel stuit de vooruitgang  |                                                                                             | Band 6 (1998)                      | Avonturen van Tom Poes 12 (2008)             | | Op heterdaad betrapt (2016)                  |
| 33  | De pier-race                      | De Muinck uitgaven - 2e reeks 3 (1949)                                                      | Band 6 (1998)                      | Avonturen van Tom Poes 7 (2007)              | | Op heterdaad betrapt (2016)                  |
| 34  | Het vibreerputje                  |                                                                                             | Band 7 (1997)                      | Avonturen van Tom Poes 7 (2007)              | | Ingrijpende gebeurtenissen (2017)            |
| 35  | Solfertje                         |                                                                                             | Band 7 (1997)                      | Avonturen van Tom Poes 7 (2007)              | | Ingrijpende gebeurtenissen (2017)            |
| 36  | Horror, de ademloze               |                                                                                             | Band 7 (1997)                      | Avonturen van Tom Poes 9 (2008)              | | Ingrijpende gebeurtenissen (2017)            |
| 37  | De betoverde prinses              |                                                                                             | Band 7 (1997)                      | Avonturen van Tom Poes 6 (2007)              | | Een misselijk gedoe (2018)                   |
| 38  | Kwetal, de breinbaas              |                                                                                             | Band 8 (1997)                      | Avonturen van Tom Poes 8 (2007)              | | Een misselijk gedoe (2018)                   |
| 39  | Het lijm-teem                     |                                                                                             | Band 8 (1997)                      | Avonturen van Tom Poes 12 (2008)             | | Eh... dinges (2015)                          |
| 40  | De volvetters                     |                                                                                             | Band 8 (1997)                      | Avonturen van Tom Poes 10 (2008)             | | Eh... dinges (2015)                          |
| 41  | Het wegwerk                       |                                                                                             | Band 8 (1997)                      |                                              | | Eh... dinges (2015)                          |
| 42  | Eh... dinges                      |                                                                                             | Band 9 (1996)                      | Avonturen van Tom Poes 12 (2008)             | | Eh... dinges (2015)                          |
| 43  | De Partij van de Blijheid         |                                                                                             | Band 9 (1996)                      | Avonturen van Tom Poes 11 (2008)             | | Een waar gelaat (2013)                       |
| 44  | Mom Bakkesz                       | De Muinck uitgaven - 2e reeks 4 (1951)                                                      | Band 9 (1996)                      | Avonturen van Tom Poes 8 (2007)              | | Een waar gelaat (2013)                       |
| 45  | De kneep van Knipmenis            |                                                                                             | Band 9 (1996)                      | Avonturen van Tom Poes 8 (2007)              | | Een waar gelaat (2013)                       |
| 46  | De geheimzinnige gaper            |                                                                                             | Band 9 (1996)                      | Avonturen van Tom Poes 11 (2008)             | | Een gesmoorde kreet (2014)                   |
| 47  | De partenspeler                   | De Muinck uitgaven - 2e reeks 5 (1952)                                                      | Band 10 (1996)                     | Avonturen van Tom Poes 6 (2007)              | | Een gesmoorde kreet (2014)                   |
| 48  | Het wroeg-wezen                   |                                                                                             | Band 10 (1996)                     | Avonturen van Tom Poes 11 (2008)             | | Een gesmoorde kreet (2014)                   |
| 49  | De Schoonschijners                |                                                                                             | Band 10 (1996)                     | Avonturen van Tom Poes 10 (2008)             | | Een heer past zich aan (2015)                |
| 50  | De gebroeders Weeromstuit         | De Muinck uitgaven - 2e reeks 6 (1953)                                                      | Band 10 (1996)                     | Avonturen van Tom Poes 6 (2007)              | | Een heer past zich aan (2015)                |
| 51  | Vriend Vijand                     |                                                                                             | Band 10 (1996)                     |                                              | | Een heer past zich aan (2015)                |
| 52  | De wenswerkster                   | De Muinck uitgaven - 2e reeks 7 (1953)                                                      | Band 11 (1990)                     | Heer Bommel komt op (1990)                   | | Bevend van woede (2017)                      |
| 53  | Het iksel                         |                                                                                             | Band 11 (1990)                     |                                              | | Bevend van woede (2017)                      |
| 54  | Het kunsthars-hart                |                                                                                             | Band 11 (1990)                     |                                              | | Bevend van woede (2017)                      |
| 55  | De Bommelkuur                     |                                                                                             | Band 11 (1990)                     |                                              | | Bevend van woede (2017)                      |
| 56  | De klokker                        |                                                                                             | Band 11 (1990)                     | Heer Bommel komt op (1990)                   | | Met vooruitziende blik (2017)                |
| 57  | De pruikenmaker                   |                                                                                             | Band 11 (1990)                     | Heer Bommel komt op (1990)                   | | Met vooruitziende blik (2017)                |
| 58  | De spiegelaar                     |                                                                                             | Band 12 (1991)                     | Heer Bommel vervolgt (1990)                  | | Met vooruitziende blik (2017)                |
| 59  | Het vereeuwen                     | Niemeijer reeks 2 (1958)                                                                    | Band 12 (1991)                     |                                              | | Met vooruitziende blik (2017)                |
| 60  | De a-prillers                     |                                                                                             | Band 12 (1991)                     |                                              | | Allemaal holklap (2016)                      |
| 61  | De waarzegger                     |                                                                                             | Band 12 (1991)                     | Heer Bommel vervolgt (1990)                  | | Allemaal holklap (2016)                      |
| 62  | De doffe Doffer                   |                                                                                             | Band 12 (1991)                     | Zaken zijn zaken (1977)                      | | Allemaal holklap (2016)                      |
| 63  | De knollengaard                   |                                                                                             | Band 13 (1992)                     |                                              | | Allemaal holklap (2016)                      |
| 64  | Het slaagsysteem                  | Niemeijer reeks 3 (1958)                                                                    | Band 13 (1992)                     | Zeg nu zelf... (1974)                        | | Bedenk eens wat, Tom Poes! (2018)            |
| 65  | De daadsteller                    |                                                                                             | Band 13 (1992)                     |                                              | | Bedenk eens wat, Tom Poes! (2018)            |
| 66  | De kniphoed                       | Niemeijer reeks 1 (1958)                                                                    | Band 13 (1992)                     | Heer Bommel sluit aan (1998)                 | | Bedenk eens wat, Tom Poes! (2018)            |
| 67  | De klonters                       |                                                                                             | Band 13 (1992)                     |                                              | | Dit neem ik niet! (2016)                     |
| 68  | De muzenis                        |                                                                                             | Band 14 (1992)                     | Verzin toch eens een list (1973)             | | Dit neem ik niet! (2016)                     |
| 69  | De Atlantiër                      |                                                                                             | Band 14 (1992)                     | HM (1978)                                    | | Dit neem ik niet! (2016)                     |
| 70  | De giegelgak                      |                                                                                             | Band 14 (1992)                     | Wat enigjes (1975)                           | | Dit schreeuwt om wraak (2017)                |
| 71  | De wraakgier                      |                                                                                             | Band 14 (1992)                     | Overgehaalde landrotten (1974)               | | Dit schreeuwt om wraak (2017)                |
| 72  | Het mengeldier                    |                                                                                             | Band 15 (1993)                     | Heer Bommel sluit aan (1998)                 | | Dit schreeuwt om wraak (2017)                |
| 73  | De split-erwt                     | De Toonders - Serie A 3 (1963)                                                              | Band 15 (1993)                     | Met mijn teer gestel (1974)                  | | Zoals een Bommel betaamt (2012)              |
| 74  | De achtgever                      | Niemeijer reeks 4 (1958)                                                                    | Band 15 (1993)                     | 'k Wist niet dat ik het in mij had (1971)    | | Zoals een Bommel betaamt (2012)              |
| 75  | De Zwarte Zwadderneel             | De Toonders - Serie A 1 (1962)                                                              | Band 15 (1993)                     | Grofstoffelijke trillingen (1976)            | | Zoals een Bommel betaamt (2012)              |
| 76  | Het stenenbeenprobleem            |                                                                                             | Band 15 (1993)                     | Heer Bommel vervolgt (1990)                  | | Zoals een Bommel betaamt (2012)              |
| 77  | De zwelbast                       | De Toonders - Serie A 1 (1962)                                                              | Band 16 (1993)                     | Zaken zijn zaken (1977)                      | | Net wat ik al dacht (2018)                   |
| 78  | Het overdoen                      |                                                                                             | Band 16 (1993)                     | Altijd dezelfde (1973)                       | | Net wat ik al dacht (2018)                   |
| 79  | De argwaners                      |                                                                                             | Band 16 (1993)                     | Altijd dezelfde (1973)                       | | Net wat ik al dacht (2018)                   |
| 80  | De kwanten                        | De Toonders - Serie A 4 (1964) Gouden Bommeltjes 5 (2005)                                   | Band 16 (1993)                     | Verzin toch eens een list (1973)             | Het beste van Marten Toonder 28 (1995)                                                               | Trammelant en tierelier (2013)               |
| 81  | De beunhaas                       | De Toonders - Serie A 4 (1964)                                                              | Band 16 (1993)                     | Overgehaalde landrotten (1974)               | | Trammelant en tierelier (2013)               |
| 82  | De kiekvogel                      |                                                                                             | Band 17 (1994)                     | Ach mallerd (1979)                           | | Trammelant en tierelier (2013)               |
| 83  | De dankputters                    |                                                                                             | Band 17 (1994)                     | Met mijn teer gestel (1974)                  | | Het is alles hupsafladder (2013)             |
| 84  | De feunix                         |                                                                                             | Band 17 (1994)                     | Een heer moet alles alleen doen (1969)       | | Het is alles hupsafladder (2013)             |
| 85  | De windhandel                     |                                                                                             | Band 17 (1994)                     | Geld speelt geen rol (1968)                  | Het beste van Bommel (2002)                                                                          | Het is alles hupsafladder (2013)             |
| 86  | De nozellarven                    |                                                                                             | Band 18 (1994)                     | En daar houd ik mij aan... (1975)            | | Je bent er gloeiend bij (2012)               |
| 87  | De dropslaven                     |                                                                                             | Band 18 (1994)                     | Als u mij wilt verschonen (1978)             | | Je bent er gloeiend bij (2012)               |
| 88  | De herenopstand                   |                                                                                             | Band 18 (1994)                     | Mijn eigen eenzame weg (1976)                | | Je bent er gloeiend bij (2012)               |
| 89  | De Hachelbouten                   |                                                                                             | Band 18 (1994)                     | Mijn eigen eenzame weg (1976)                | | Kommer en kwel (2014)                        |
| 90  | De Bommellegende                  | De Toonders - Serie A 3 (1963)                                                              | Band 18 (1994)                     | Mijn eigen eenzame weg (1976)                | Het beste van Marten Toonder 35 (1996)                                                               | Kommer en kwel (2014)                        |
| 91  | De toornviolen                    | Gouden Bommeltjes 6 (2005)                                                                  | Band 19 (1995)                     | Een heer moet alles alleen doen (1969)       | Het beste van Marten Toonder 37 (1996)                                                               | Kommer en kwel (2014)                        |
| 92  | Het Lemland                       | De Toonders - Serie A 2 (1962)                                                              | Band 19 (1995)                     | Zeg nu zelf... (1974)                        | Het beste van Marten Toonder 15 (1994) Daar zit iets in, Het beste van Bommel 5 (2006)               | Rook en zwavel op mijn pad (2015)            |
| 93  | De gezichtenhandel                | De Toonders - Serie A 2 (1962)                                                              | Band 19 (1995)                     | Wat enigjes (1975)                           | Het beste van Marten Toonder 33 (1996) Het Gouden Bommelboek, Het beste van Bommel 3 (2004)          | Rook en zwavel op mijn pad (2015)            |
| 94  | Het ontstoffen                    |                                                                                             | Band 19 (1995)                     | Overgehaalde landrotten (1974)               | | Rook en zwavel op mijn pad (2015)            |
| 95  | De wezelkennis                    |                                                                                             | Band 19 (1995)                     | Verzin toch eens een list (1973)             | | Zoals mijn goede vader zei… (2018)           |
| 96  | Het boze oog                      |                                                                                             | Band 20 (1995)                     | Als je begrijpt wat ik bedoel (1967)         | Het beste van Marten Toonder 36 (1996) Het beste van Bommel (2002)                                   | Zoals mijn goede vader zei… (2018)           |
| 97  | De niks                           |                                                                                             | Band 20 (1995)                     | Praw!!! Der hemeldonderweder (1972)          | | Zoals mijn goede vader zei… (2018)           |
| 98  | De Pikkinring                     |                                                                                             | Band 20 (1995)                     | 'k Wist niet dat ik het in mij had (1971)    | | Het avontuur roept (2016)                    |
| 99  | Het huilen van Urgje              | Vaderland Reeks 3 (1967)                                                                    | Band 20 (1995)                     | HM (1978)                                    | Het beste van Marten Toonder 23 (1995)                                                               | Het avontuur roept (2016)                    |
| 100 | De tijwisselaar                   |                                                                                             | Band 20 (1995)                     | Zoals mijn goede vader zei (1970)            | Het beste van Marten Toonder 38 (1996) Daar zit iets in, Het beste van Bommel 5 (2006)               | Het avontuur roept (2016)                    |
| 101 | De grauwe razer                   |                                                                                             | Band 21 (1991)                     | Als je begrijpt wat ik bedoel (1967)         | Het beste van Marten Toonder 42 (1997) Het beste van Bommel (2002)                                   | Krijg de teter! (2015)                       |
| 102 | Het kukel                         |                                                                                             | Band 21 (1991)                     | Als je begrijpt wat ik bedoel (1967)         | Het beste van Marten Toonder 1 (1994) Het beste van Bommel (2002)                                    | Krijg de teter! (2015)                       |
| 103 | De wilde wagen                    | Vaderland Reeks 1 (1967)                                                                    | Band 21 (1991)                     | En daar houd ik mij aan... (1975)            | Het beste van Marten Toonder 48 (1997)                                                               | Krijg de teter! (2015)                       |
| 104 | De bovenbazen                     | Crisiseditie (2009) Personalia uitgaven HC (2020)                                           | Band 21 (1991)                     | Geld speelt geen rol (1968)                  | Het beste van Marten Toonder 29 (1996) Het beste van Bommel (2002)                                   | Een ruim gebaar (2011)                       |
| 105 | De grootdoener                    |                                                                                             | Band 22 (1991)                     | Mooi is dat (1984)                           | | Een ruim gebaar (2011)                       |
| 106 | De liefdadiger                    |                                                                                             | Band 22 (1991)                     | Een groot denkraam (1972)                    | | Dat spreekt (2012)                           |
| 107 | Het monster Trotteldrom           |                                                                                             | Band 22 (1991)                     | Praw!!! Der hemeldonderweder (1972)          | Het beste van Marten Toonder 44 (1997) Als je alles gehad hebt, Het beste van Bommel 2 (2003)        | Dat spreekt (2012)                           |
| 108 | De killers                        |                                                                                             | Band 22 (1991)                     | Zeg nu zelf... (1974)                        | | Dat spreekt (2012)                           |
| 109 | De vuur-salamander                |                                                                                             | Band 23 (1992)                     | Grofstoffelijke trillingen (1976)            | | Wat mal! (2014)                              |
| 110 | De Labberdaan                     |                                                                                             | Band 23 (1992)                     | Een eenvoudige doch voedzame maaltijd (1970) | Het beste van Marten Toonder 41 (1997) Het beste van Bommel (2002)                                   | Wat mal! (2014)                              |
| 111 | De pasmunt                        | Bitcoin editie (2018)                                                                       | Band 23 (1992)                     | Een eenvoudige doch voedzame maaltijd (1970) | Het beste van Bommel (2002)                                                                          | Wat mal! (2014)                              |
| 112 | De wisselschat                    | Vaderland Reeks 2 (1967)                                                                    | Band 23 (1992)                     | Hoe vreselijk is dit alles (1977)            | Het beste van Marten Toonder 17 (1995)                                                               | Par example! (2017)                          |
| 113 | De grote Barribal                 | Verkiezingseditie (2012) Amerikaanse verkiezingseditie (2020)                               | Band 24 (1992)                     | Met uw welnemen (1983)                       | Het beste van Marten Toonder 25 (1995) Heer Bommel overtreft zichzelf, Het beste van Bommel 2 (2003) | Par example! (2017)                          |
| 114 | Het nieuwe denken                 |                                                                                             | Band 24 (1992)                     | Parbleu (1971)                               | | Par example! (2017)                          |
| 115 | Bombom de Geweldige               |                                                                                             | Band 24 (1992)                     | 'k Wist niet dat ik het in mij had (1971)    | | Met vederlichte tred (2011)                  |
| 116 | De trullenhoedster                | Omnibommel - 75 jaar Heer Bommel en Tom Poes (2016)                                         | Band 24 (1992)                     | Een heer moet alles alleen doen (1969)       | Het beste van Marten Toonder 3 (1994) Het Gouden Bommelboek, Het beste van Bommel 3 (2004)           | Met vederlichte tred (2011)                  |
| 117 | Het booroog                       |                                                                                             | Band 25 (1993)                     | Een eenvoudige doch voedzame maaltijd (1970) | Het beste van Marten Toonder 40 (1996) Het beste van Bommel (2002)                                   | Met vederlichte tred (2011)                  |
| 118 | De maanblaffers                   | Nepnieuwseditie (2021)                                                                      | Band 25 (1993)                     | Parbleu (1971)                               | | Ei, ei! (2012)                               |
| 119 | De sloven                         |                                                                                             | Band 25 (1993)                     | Geld speelt geen rol (1968)                  | Het beste van Marten Toonder 2 (1994) Het beste van Bommel (2002)                                    | Ei, ei! (2012)                               |
| 120 | De heldendaden                    |                                                                                             | Band 25 (1993)                     | En daar houd ik mij aan... (1975)            | | Ei, ei! (2012)                               |
| 121 | De kwade inblazingen              | Gouden Bommeltjes 2 (2005)                                                                  | Band 26 (1993)                     | Zoals mijn goede vader zei (1970)            | Het beste van Marten Toonder 39 (1996)                                                               | Een heer van stand (2012)                    |
| 122 | De hupbloemerij                   |                                                                                             | Band 26 (1993)                     | Zoals mijn goede vader zei (1970)            | Het beste van Marten Toonder 4 (1994) Het Gouden Bommelboek, Het beste van Bommel 3 (2004)           | Een heer van stand (2012)                    |
| 123 | De bevrijding van Sollidee        |                                                                                             | Band 26 (1993)                     | Parbleu (1971)                               | | Een heer van stand (2012)                    |
| 124 | De Viridiaan-dinges               |                                                                                             | Band 26 (1993)                     | Grofstoffelijke trillingen (1976)            | Het beste van Marten Toonder 20 (1995) Het Gouden Bommelboek, Het beste van Bommel 3 (2004)          | Augurken met suiker (2013)                   |
| 125 | De tuttelwurm                     |                                                                                             | Band 26 (1993)                     | Praw!!! Der hemeldonderweder (1972)          | | Augurken met suiker (2013)                   |
| 126 | De verdwenen heer                 |                                                                                             | Band 27 (1994)                     | Als u mij wilt verschonen (1978)             | | Augurken met suiker (2013)                   |
| 127 | De astromanen                     |                                                                                             | Band 27 (1994)                     | Héél stilletjes (1979)                       | | De toorn van een heer (2014)                 |
| 128 | Het platmaken                     |                                                                                             | Band 27 (1994)                     | Een groot denkraam (1972)                    | Het beste van Marten Toonder 31 (1996) Als je alles gehad hebt, Het beste van Bommel 4 (2005)        | De toorn van een heer (2014)                 |
| 129 | De onbetaalbare reis              |                                                                                             | Band 27 (1994)                     | Hoe vreselijk is dit alles (1977)            | | De toorn van een heer (2014)                 |
| 130 | De mob-beweging                   |                                                                                             | Band 28 (1994)                     | Met mijn teer gestel (1974)                  | | Een Bommel staat voor niets (2013)           |
| 131 | De blijdschapper                  |                                                                                             | Band 28 (1994)                     | Met uw welnemen (1983)                       | Het beste van Marten Toonder 7 (1994) Daar zit iets in, Het beste van Bommel 5 (2006)                | Een Bommel staat voor niets (2013)           |
| 132 | De slijtmijt                      | Crisiseditie (2011)                                                                         | Band 28 (1994)                     | Zaken zijn zaken (1977)                      | Het beste van Marten Toonder 6 (1994) Heer Bommel overtreft zichzelf, Het beste van Bommel 2 (2003)  | Een Bommel staat voor niets (2013)           |
| 133 | De erfpachter                     |                                                                                             | Band 28 (1994)                     | Een kleine handreiking (1986)                | | Dit loopt uit de hand (2012)                 |
| 134 | De waarde-ring                    |                                                                                             | Band 29 (1995)                     | Als u mij wilt verschonen (1978)             | Het beste van Marten Toonder 21 (1995) Daar zit iets in, Het beste van Bommel 5 (2006)               | Dit loopt uit de hand (2012)                 |
| 135 | De pijpleider                     | Personalia uitgaven HC (2015)                                                               | Band 29 (1995)                     | Ook dat nog (1982)                           | | Dit loopt uit de hand (2012)                 |
| 136 | De Kon Gruwer                     |                                                                                             | Band 29 (1995)                     | Daar kan ik niet tegen (1985)                | Het beste van Marten Toonder 8 (1994)                                                                | Jij kunt eigenlijk alles (2011)              |
| 137 | De ombrenger                      | Eco-editie (2015)                                                                           | Band 29 (1995)                     | Een ragfijn spel (1981)                      | Het beste van Marten Toonder 10 (1994)                                                               | Jij kunt eigenlijk alles (2011)              |
| 138 | De kwinkslagen                    | Gouden Bommeltjes 4 (2005)                                                                  | Band 30 (1995)                     | Wat enigjes (1975)                           | Het beste van Marten Toonder 16 (1994)                                                               | Jij kunt eigenlijk alles (2011)              |
| 139 | De loodhervormer                  | Gouden Bommeltjes 3 (2005)                                                                  | Band 30 (1995)                     | Een groot denkraam (1972)                    | Het beste van Marten Toonder 9 (1994)                                                                | Heel betreurenswaardig (2018)                |
| 140 | Het verdwijnpunt                  |                                                                                             | Band 30 (1995)                     | Altijd dezelfde (1973)                       | Het beste van Marten Toonder 46 (1997)                                                               | Heel betreurenswaardig (2018)                |
| 141 | Het losgetrilde inzicht           |                                                                                             | Band 30 (1995)                     | Met uw welnemen (1983)                       | Het beste van Marten Toonder 26 (1995) Als je alles gehad hebt, Het beste van Bommel 4 (2005)        | Heel betreurenswaardig (2018)                |
| 142 | De Krookfilm                      |                                                                                             | Band 31 (1996)                     | Wat ben je toch knap! (1987)                 | | Laat dat een les zijn (2008)                 |
| 143 | De transmieter                    |                                                                                             | Band 31 (1996)                     | Hoe vreselijk is dit alles (1977)            | Het beste van Marten Toonder 18 (1995) Heer Bommel overtreft zichzelf, Het beste van Bommel 2 (2003) | Laat dat een les zijn (2008)                 |
| 144 | De vrezelijke krakken             |                                                                                             | Band 31 (1996)                     | Dit gaat te ver (1983)                       | | Laat dat een les zijn (2008)                 |
| 145 | De pronen                         |                                                                                             | Band 31 (1996)                     | Had ik maar beter geluisterd (1980)          | Het beste van Marten Toonder 11 (1994)                                                               | Naar de verturving (2011)                    |
| 146 | De doorluchtigheid                |                                                                                             | Band 32 (1996)                     | Héél stilletjes (1979)                       | | Naar de verturving (2011)                    |
| 147 | De Hopsa's                        | Klimaateditie (2022)                                                                        | Band 32 (1996)                     | HM (1978)                                    | Het beste van Marten Toonder 24 (1995)                                                               | Een vastberaden heer (2009)                  |
| 148 | Het spook van Bommelstein         | Omnibommel - 75 jaar Heer Bommel en Tom Poes (2016)                                         | Band 32 (1996)                     | Dat zag ik nu eens net (1987)                | | Een vastberaden heer (2009)                  |
| 149 | De kaligaar                       |                                                                                             | Band 32 (1996)                     | Het uiterste gevraagd (1984)                 | Het beste van Marten Toonder 27 (1995) Heer Bommel overtreft zichzelf, Het beste van Bommel 2 (2003) | Een vastberaden heer (2009)                  |
| 150 | De opvoedering                    |                                                                                             | Band 33 (1997)                     | Ik voel dat heel fijn aan (1988)             | | Nu dit weer (2010)                           |
| 151 | De wind der verandering           |                                                                                             | Band 33 (1997)                     | Daar kan ik niet tegen (1985)                | | Nu dit weer (2010)                           |
| 152 | De weetmuts                       | Studenteneditie (2014)                                                                      | Band 33 (1997)                     | Daar zit iets achter (1980)                  | Het beste van Marten Toonder 19 (1995) Het Gouden Bommelboek, Het beste van Bommel 3 (2004)          | Nu dit weer (2010)                           |
| 153 | Het griffoen-ei                   |                                                                                             | Band 33 (1997)                     | Dat geeft te denken (1986)                   | | Moet ik dan alles alleen doen? (2010)        |
| 154 | Het vergeetboekje                 |                                                                                             | Band 33 (1997)                     | Daar zit iets achter (1980)                  | Het beste van Marten Toonder 45 (1997) Heer Bommel overtreft zichzelf, Het beste van Bommel 2 (2003) | Moet ik dan alles alleen doen? (2010)        |
| 155 | De zonnige kijk                   | Crisiseditie (2013)                                                                         | Band 34 (1997)                     | Had ik maar beter geluisterd (1980)          | Het beste van Marten Toonder 12 (1994) Heer Bommel overtreft zichzelf, Het beste van Bommel 2 (2003) | Moet ik dan alles alleen doen? (2010)        |
| 156 | De grijze kunsten                 |                                                                                             | Band 34 (1997)                     | Een enkel opbeurend woord (1982)             | | Dit is het toppunt! (2010)                   |
| 157 | De Grote Onthaler                 |                                                                                             | Band 34 (1997)                     | De Grote Onthaler (1977)                     | Het beste van Marten Toonder 34 (1996) Als je alles gehad hebt, Het beste van Bommel 4 (2005)        | Dit is het toppunt! (2010)                   |
| 158 | De gekikkerde vorst               |                                                                                             | Band 34 (1997)                     | Hier ligt een mooie taak (1981)              | | De plicht roept! (2011)                      |
| 159 | De denktank                       |                                                                                             | Band 35 (1998)                     | Ook dat nog (1982)                           | | De plicht roept! (2011)                      |
| 160 | De uitvalsels                     |                                                                                             | Band 35 (1998)                     | Ach mallerd (1979)                           | Het beste van Marten Toonder 14 (1994)                                                               | Meer dan een heer verdragen kan (2011)       |
| 161 | De geweldige wiswassen            |                                                                                             | Band 35 (1998)                     | Een enkel opbeurend woord (1982)             | Het beste van Marten Toonder 13 (1994)                                                               | Meer dan een heer verdragen kan (2011)       |
| 162 | De toekomer                       |                                                                                             | Band 36 (1999)                     | Dit gaat te ver (1983)                       | | Erger kan het niet worden (2010)             |
| 163 | De andere wereld                  | Boekenweekgeschenk 1982                                                                     | Band 36 (1999)                     | De andere wereld (1989)                      | | Erger kan het niet worden (2010)             |
| 164 | De Unistand                       | Brexiteditie (2020)                                                                         | Band 36 (1999)                     | Hier ligt een mooie taak (1981)              | | Een lijdend voorbeeld (2010)                 |
| 165 | De wadem                          | Gouden Bommeltjes 1 (2005)                                                                  | Band 37 (1999)                     | Het uiterste gevraagd (1984)                 | Het beste van Marten Toonder 32 (1996)                                                               | Een lijdend voorbeeld (2010)                 |
| 166 | De minionen                       |                                                                                             | Band 37 (1999)                     | Een ragfijn spel (1981)                      | Het beste van Marten Toonder 43 (1997)                                                               | Een kalmerend prikje (2010)                  |
| 167 | Het spijtlijden                   |                                                                                             | Band 37 (1999)                     | Mooi is dat (1984)                           | | Een kalmerend prikje (2010)                  |
| 168 | Het volledig maken                |                                                                                             | Band 38 (2000)                     | Dat geeft te denken (1986)                   | | Een lekker stukje (2009)                     |
| 169 | De aamnaak                        |                                                                                             | Band 38 (2000)                     | Ik voel dat heel fijn aan (1988)             | | Een lekker stukje (2009)                     |
| 170 | Het ontsollen                     |                                                                                             | Band 38 (2000)                     | Dat zag ik nu eens net (1987)                | Het beste van Marten Toonder 22 (1995)                                                               | Diepe roerselen (2009)                       |
| 171 | De antiloog                       |                                                                                             | Band 39 (2000)                     | Een kleine handreiking (1986)                | | Diepe roerselen (2009)                       |
| 172 | De spalt                          |                                                                                             | Band 39 (2000)                     | Wat ben je toch knap! (1987)                 | | Daar steekt iets achter (2009)               |
| 173 | Een Bommelding                    |                                                                                             | Band 39 (2000)                     | Heer Ollie en een Bommelding (1989)          | | Daar steekt iets achter (2009)               |
| 174 | De zelfkant                       |                                                                                             | Band 39 (2000)                     | Soms verstout ik mij (1985)                  | Het beste van Marten Toonder 5 (1994) Als je alles gehad hebt, Het beste van Bommel 4 (2005)         | Een eenvoudig gebaar (2008)                  |
| 175 | De vergelder                      |                                                                                             | Band 40 (2001)                     | Soms verstout ik mij (1985)                  | Het beste van Marten Toonder 47 (1997)                                                               | Een eenvoudig gebaar (2008)                  |
| 176 | Het Bommel-verschiet              | AI-editie (2024)                                                                            | Band 40 (2001)                     | Als dat maar goed gaat (1988)                | Het beste van Marten Toonder 30 (1996) Daar zit iets in, Het beste van Bommel 5 (2006)               | Het einde van eindeloos (2018)               |
| 177 | Het einde van eindeloos           |                                                                                             | Band 40 (2001)                     | Als dat maar goed gaat (1988)                | | Het einde van eindeloos (2018)               |

## Ballonstripverhalen van Tom Poes
In de Donald Duck en de Revue zijn wekelijks Tom-Poesverhalen als ballonstrips verschenen met Tom Poes als naamgevend karakter.

### Ballonstrips
Alle weekstrips, zoals verschenen in Donald Duck, bij uitgeverij Oberon in albumvorm en vanaf 1994 bij Big Balloon in de gele reeks. Sommige verhalen zijn als tweeluik in éénzelfde album opgenomen. Vanaf 2016 verschenen heruitgaven bij uitgeverij Cliché. De tekenstijl kan per verhaal heel verschillend zijn, en ook worden verschillende lettertypes en -groottes gebruikt. 
| Titel                                       | Volgnummer         | Volgnummer | Volgnummer  | Volgnummer |
| Titel                                       | Donald Duck, Panda | Oberon     | Big Balloon | Cliché     |
| ------------------------------------------- | ------------------ | ---------- | ----------- | ---------- |
| Tom Poes en de toverleerling                | 1                  | 999        | 999         | 999        |
| Tom Poes en het klerenkoffertje             | 2                  | 32         | 999         | 999        |
| Tom Poes en de toverparaplu                 | 3                  | 17         | 999         | 999        |
| Tom Poes en de brombollen                   | 4                  | 15         | 999         | 999        |
| Tom Poes en het geheim van het Nevelmoeras  | 5                  | 16         | 1           | 999        |
| Tom Poes en de wonderlijke boedel           | 6                  | 18         | 999         | 999        |
| Tom Poes en de globetrottersclub            | 7                  | 999        | 999         | 999        |
| Tom Poes en de wa's dat                     | 8                  | 999        | 999         | 999        |
| Tom Poes en de ijzige heinen                | 9                  | 19         | 5           | 999        |
| Tom Poes en de zonderlinge weldoener        | 10                 | 999        | 999         | 999        |
| Tom Poes en het toverboekje                 | 11                 | 999        | 999         | 4          |
| Tom Poes en de zwarte sluiper               | 12                 | 21         | 2           | 999        |
| Tom Poes en de dolende heer                 | 13                 | 999        | 999         | 999        |
| Tom Poes en de boemel naar Doezel           | 14                 | 999        | 999         | 999        |
| Tom Poes en de beker van Onk                | 15                 | 999        | 999         | 999        |
| Tom Poes en het weerkristal                 | 16                 | 22         | 999         | 999        |
| ?                                           | 17                 | 999        | 999         | 999        |
| Tom Poes en de dief van Dagbad              | 18                 | 26         | 999         | 999        |
| Tom Poes en de boemerang                    | 19                 | 27         | 999         | 999        |
| Tom Poes en de grifgulders                  | 20                 | 28         | 999         | 999        |
| Tom Poes en de koene speurder               | 21                 | 999        | 999         | 999        |
| Tom Poes en de wrokwreker                   | 22                 | 999        | 999         | 999        |
| Tom Poes en de trillings                    | 23                 | 999        | 999         | 7          |
| Tom Poes en dokter Galzalver                | 24                 | 999        | 999         | 999        |
| Tom Poes en de jonge schicht                | 25                 | 999        | 999         | 8          |
| Tom Poes en de tere heer                    | 26                 | 6          | 999         | 999        |
| Tom Poes en de namaker                      | 27                 | 4          | 999         | 999        |
| Tom Poes en de nachtmerrie                  | 28                 | 9          | 999         | 999        |
| Tom Poes en de kleine Knappkop              | 29                 | 999        | 999         | 999        |
| Tom Poes en de reis naar de Schemerbergen   | 30                 | 12         | 999         | 999        |
| Tom Poes en de meesterhand                  | 31                 | 14         | 999         | 999        |
| Tom Poes en het monster van de Hop-vallei   | 32                 | 13         | 999         | 3          |
| Tom Poes en de knopenmaker                  | 33                 | 999        | 999         | 9          |
| Tom Poes en de ijsdame                      | 34                 | 999        | 999         | 999        |
| Tom Poes en de zonnebril                    | 35                 | 999        | 999         | 5          |
| Tom Poes en het teken aan de wand           | 36                 | 999        | 999         | 999        |
| Tom Poes en de glazenier                    | 37                 | 999        | 999         | 999        |
| Tom Poes en de aagjes                       | 38                 | 999        | 999         | 999        |
| Tom Poes en het gouden boek                 | 39                 | 999        | 999         | 999        |
| Tom Poes en de waggelgedachten              | 40                 | 999        | 999         | 999        |
| Tom Poes en de H.-H.-handschoenen           | 41                 | 999        | 999         | 999        |
| Tom Poes en de tik van Joost                | 42                 | 2          | 999         | 999        |
| Tom Poes en de schatscherven                | 43                 | 1          | 999         | 999        |
| Tom Poes en de jakkerjekker                 | 44                 | 7          | 999         | 6          |
| Tom Poes en de wispen                       | 45                 | 3          | 999         | 999        |
| Tom Poes en de weerbrouwers                 | 46                 | 999        | 999         | 999        |
| Tom Poes en de trouwe vierwielers           | 47                 | 999        | 999         | 999        |
| Tom Poes en de bombardonder                 | 48                 | 23         | 999         | 999        |
| Tom Poes en de doe-het-zelver               | 49                 | 999        | 999         | 999        |
| Tom Poes en de krakers                      | 50                 | 11         | 999         | 1          |
| Tom Poes en de tegendeler                   | 51                 | 5          | 4           | 999        |
| Tom Poes en de paspoort                     | 52                 | 10         | 999         | 999        |
| Tom Poes en de woelwater                    | 53                 | 8          | 999         | 2          |
| Tom Poes en de rappe ratsers                | 54                 | 999        | 999         | 999        |
| Tom Poes en de jacht op de Joostformule     | 55                 | 999        | 999         | 999        |
| Tom Poes en de R.V.B.                       | 56                 | 999        | 999         | 999        |
| Tom Poes en de versneller                   | 57                 | 999        | 999         | 999        |
| Tom Poes en de kookpot van mevrouw Liplaf   | 58                 | 999        | 999         | 11         |
| Tom Poes en de kleine groene mannetjes      | 59                 | 999        | 999         | 999        |
| Tom Poes en de Zwarte Vleer                 | 60                 | 20         | 3           | 12         |
| Tom Poes en het land van Om                 | 61                 | 20         | 3           | 999        |
| Tom Poes en de knokenpijp                   | 62                 | 22         | 999         | 999        |
| Tom Poes en de blaasgeest                   | 63                 | 24         | 999         | 999        |
| Tom Poes en de ijzervreters                 | 64                 | 25         | 999         | 999        |
| Tom Poes en het geheimzinnige boegbeeld     | 65                 | 29         | 999         | 999        |
| Tom Poes en de trollebol                    | 66                 | 25         | 999         | 999        |
| Tom Poes en de schat op het eiland          | 67                 | 27         | 999         | 999        |
| Tom Poes en de Mexicaanse hond              | 68                 | 999        | 999         | 999        |
| Tom Poes en de wonderschoenen               | 69                 | 30         | 999         | 999        |
| Tom Poes en het ding X13                    | 70                 | 31         | 6           | 999        |
| Tom Poes en het oog van Loensjek            | 71                 | 999        | 999         | 999        |
| Tom Poes en de Bommelbende                  | 72                 | 999        | 999         | 999        |
| Tom Poes en de dienmachien                  | 73                 | 999        | 999         | 999        |
| Tom Poes en de blikken mannen               | 74                 | 999        | 999         | 999        |
| Tom Poes en het geheim van het noorderlicht | 75                 | 999        | 999         | 999        |
| Tom Poes en het komeetgas                   | 76                 | 999        | 999         | 999        |
| Tom Poes en het ei van Ukuu                 | 77                 | 999        | 999         | 999        |
| Tom Poes en de pas-kaart                    | 999                | 999        | 999         | 999        |

#### Later gepubliceerd materiaal
In 2021 verscheen het verhaal Tom Poes en de tijdverdrijver. Het werd uitgegeven door uitgeverij Cliché, met het nummer 10. Het verhaal is in 1983 geschreven door Ruud Straatman en ruim 35 jaar later door Tim Artz uitgewerkt en ingekleurd.

### Ballonstrips van Tom Poes in Revue
Tussen 1955 en 1966 verschenen in de Revue (in 1968 opgegaan in Nieuwe Revu) bewerkte en nieuwe verhalen met gekleurde tekeningen. De verhalen zijn ook uitgegeven als stripalbums, steeds met twee verhalen in één album. Later zijn de verhalen heruitgegeven door uitgeverij Cliché met vijf tot zeven verhalen in een gebonden boek. De tekeningen onderscheiden zich door de hoge kwaliteit en de hoge kwaliteit van de kleuren. Ze zijn ingekleurd door Wim Lensen.
Titels van de verhalen:
| Titel                                         |
| --------------------------------------------- |
| Tom Poes in de tovertuin                      |
| Tom Poes en de zieke hertog                   |
| Tom Poes en het monster-ei                    |
| Tom Poes en het eiland van Grim, Gram en Grom |
| Tom Poes en het geheim van het noorderlicht   |
| Tom Poes en het land van de blikken mannen    |
| Tom Poes en de spiegelant                     |
| Tom Poes en de Bommelbende                    |
| Tom Poes en de tantomaten                     |
| Tom Poes en de Chinese waaier                 |
| Tom Poes en de lommer-kommer                  |
| Tom Poes en de bliksem-olie                   |
| Tom Poes en de dief met de duizend gezichten  |
| Tom Poes en de wraakvallei                    |
| Tom Poes en de dienmachien                    |
| Heer Bommel doet een kuur                     |
| Tom Poes en de stamboom                       |
| Tom Poes en de pruikenmaker                   |
| Tom Poes en de blaasgeest                     |
| Tom Poes en de knokenpijp                     |
| Tom Poes en het oog van Loensjek              |
| Tom Poes en de sappeljuwelen                  |
| Tom Poes en de Zwarte Vleer                   |
| Tom Poes neemt afscheid                       |

## Overige
Op 3 november 2016 verscheen een nieuw album, Het lastpak. Dit verhaal, dat een voortzetting vormt van de tekststrips, werd geschreven door Henk Hardeman en getekend door Henrieke Goorhuis.